# 시아 (비디오 게임)
시아(XIAH)는 2003년 12월 23일에 정식서비스를 시작한 대한민국의 게임이다. 개발사는 '태울엔터테인먼트'이다.
2003년 6월에 1차 클로즈베타를 이미 마쳤고 이후 5만7천명을 대상으로 2차 클로즈베타를 진행하였다. 이 게임은 다른 PC 게임들의 약점으로 지적되었던 타격감을 높이기 위해 마우스 대신 게임패드로도 게임을 즐길 수 있도록 개발된 것이 특징이다.
하지만 게임에 랙이 많고 아이템 과금 방식에 대한 불만이 많아 순위가 하락하기도 했으나, 발매 6개월 만에 동시접속자 수가 1만 5천명을 돌파했다.
2004년 2월에는 중국에 수출하였고 3월부터 클로즈베타 서비스를 시작하였다. 8월 말에는 신문출판총서의 판호를 획득하여 공개서비스에 돌입하였다.
2008년 4월 10일, 태울엔터테인먼트는 코엑스에서 열린 4주년 창립 기념식에서 시아의 후속작인 '시아R'(XIAHR, XR)을 공개했다. 시아R은 중국 중심의 세계를 벗어나 동남아시아와 서아시아까지 넓은 세계관을 바탕으로 하였으며 기존작보다 그래픽, 물리적인 반응이 향상되었다고 소개했다. 출시일은 미정이다.

## 비판
2004년 10월 4일에 열린 문화관광부 국정감사에서 당시 열린우리당 소속이었던 윤원호 국회의원은 '시아' 게임이 '치샤'라는 이름으로 중국에 수출되면서 배달국 치우천왕이 악마에게 현혹돼 전쟁을 일으키는 악의 화신으로 묘사돼 있다고 지적한 바 있다.